# Constantino de Figueiredo Cabral
Constantino de Figueiredo Cabral (Porto, ? - 22 de Maio de 1959) foi um engenheiro português.

## Biografia
Nasceu na cidade do Porto, em Portugal, tendo falecido no dia 22 de Maio de 1959, com 73 anos de idade.
Com a profissão de engenheiro civil e de minas, assumiu as funções de Director de exploração na Caminho de Ferro do Vale do Vouga e delegado das companhias de via estreita no Conselho Superior de Viação; auxiliou, igualmente, o ministro Duarte Pacheco nos estudos e na elaboração de legislação sobre a coordenação dos transportes.